# فيتيلين
الفيتيلين (بالإنجليزية: Vitellin)‏ هو بروتين موجود في مح البيض، وهو بروتين فسفوري. الفيتيلين هو الاسم العام لعديد من بروتينات المح. الفيتيلين معروف منذُ عقد 1930.